# Drbetinci
Drbetinci so naselje v občini Sv. Andraž v Slovenskih goricah
Drbetinci mejijo na Čagono na severu, Vitomarce na jugu, na Stanetince in Novince na vzhodu, ter Trnovsko vas na zahodu. Spodnji Drbetinci se dotikajo Pesniške doline, iz Zgornjih Drbetincev oziroma Drbetinškega vrha pa sega razgled vse do Pohorja.
V vasi je pretežna dejavnost poljedelstvo in živinoreja, nekaj je tudi kmečkih turizmov. Izstopa sadjarstvo, predvsem pridelava jabolk.
Pomembne osebnosti, ki so se rodile v Drbetincih:
- Jože Jurančič, učitelj, šolnik, politik, politični zapornik (1902–1998)
- Ignac Koprivec (rojen Ljubec), pisatelj (1907–1980)
- Mirko Toš, otorinolaringolog (1931–2014)
- Franc V(e)rbnjak, duhovnik, pisatelj in pesnik (*1792)